# Lagodias bivittatus
Lagodias bivittatus är en tvåvingeart som först beskrevs av Charles Howard Curran 1934.  Lagodias bivittatus ingår i släktet Lagodias och familjen rovflugor.
Artens utbredningsområde är Zimbabwe. Inga underarter finns listade i Catalogue of Life.